# Ağası Məşədibəyov
Ağası Abutalıb oğlu Məşədibəyov (russisch Агаси Абуталыб оглы Мешедибеков; * 1912 in Baku, Russisches Kaiserreich; † 1984 in Baku, Aserbaidschanische Sozialistische Sowjetrepublik, Sowjetunion) war ein sowjetisch-aserbaidschanischer Komponist, Dirigent und Musikpädagoge.

## Leben
Ağası Məşədibəyov erlernte am Musiktechnikum in Baku das Saiteninstrument Tar. 1931 war er einer der Solisten des von Üzeyir Hacıbəyov gegründeten Volksinstrumenteorchesters. Schon während seiner Studienzeit spielte er im Volksinstrumenteorchesters des aserbaidschanischen Rundfunks. Nach Absolvierung des Technikums 1935 fungierte er beim Volksinstrumenteorchester auf Empfehlung Üzeyir Hacıbəyovs als Dirigent. Nach Gründung des Azərbaycan Dövlət Musiqili Komediya Teatrını [Staatliches Aserbaidschanisches Theater der Musikalischen Komödie] war er ab 1939 in die Organisation des Theaters involviert, zunächst als Tarsolist, dann auch als Zweiter Dirigent. Für das Theater schrieb er die Musikalische Komödie Toy kimindir? zu einem Libretto des aserbaidschanischen Schriftstellers Məhərrəm Əlizadə (1909–1942). Im Zweiten Weltkrieg wirkte er als Musiker der Konzertbrigaden bei der Truppenbetreuung an der Front. Nach dem Krieg, 1946, wurde er künstlerischer Leiter der Staatsphilharmonie Gəncə und darauf in den Jahren 1948 bis 1949 Musikdirektor des Dramatischen Musiktheaters in Şəki. In seiner Zeit in Şəki führte er auch Werke zeitgenössischer aserbaidschanischer Komponisten auf, wie Zülfüqar Hacıbəyovs Oper Aşıq Qərib, Beş manatlıq gəlin und Durna von Səid Rüstəmov so wie Gözün aydın von Fikrət Əmirov. Er schrieb auch selbst in dieser Zeit Musik fürs Theater. Ein Schwerpunkt seiner Tätigkeit war die langjährige Ausbildung von Musiklehrern. Zu seinen Schülern zählte unter anderem Zamiq Əliyev (* 1950). 1963 erhielt er den Ehrentitel Verdienter Künstler der Aserbaidschanischen SSR verliehen.

## Werke (Auswahl)
Ağası Məşədibəyov schrieb neben der musikalischen Komödie Toy kimindir? diverse Werke für Orchester. Darunter befinden sich die Suite Bayram, die Suiten zu Themen des Mugham Şur und Çahargah so wie Rəqs fantaziyası [Tanzfantasie]. Er schrieb Werke über 50 Lieder, von denen viele auch heute noch in Aserbaidschan populär sind. Darunter befunden sich Azərbaycanı sevdim [Ich liebe Aserbaidschan], Üç gül [Drei Blumen], Bakı [Baku], Hardasan?, und Doymur  ürək.

## Einspielungen
- Поет Зейнаб Ханларова [Zeynəb Xanlarova singt]: Zeynəb Xanlarova (* 1936) singt Aserbaidschanische Lieder. Sie wird von einem Volksinstrumenteensemble unter der Leitung von Ağası Məşədibəyov begleitet. 1977 erschienen die LP beim sowjetischen Label Melodija in Moskau